# Сан Ђовани (Новара)
Сан Ђовани је насеље у Италији у округу Новара, региону Пијемонт.
Према процени из 2011. у насељу је живело 38 становника. Насеље се налази на надморској висини од 255 м.